# NGC 5955
NGC 5955 is een balkspiraalstelsel in het sterrenbeeld Slang. Het hemelobject werd op 25 maart 1865 ontdekt door de Duitse astronoom Albert Marth.

## Synoniemen
- MCG 1-40-6
- ZWG 50.31
- NPM1G +05.0473
- PGC 55510